# Дівчина з козячим обличчям
«Дівчина з козячим обличчям» — італійська казка. Джамбаттіста Базіле включив версію твору до свого «Пентамерон» (1634—1636). Ендрю Ланґ включив версію, зібрану Германом Клетке, до «Книги сірих фей» (1900).
Брати Грімм відзначили схожість сюжету з їх «Дитя Марії», а також з норвезькою казкою «Лессі та її хрещена мати».

## Сюжет

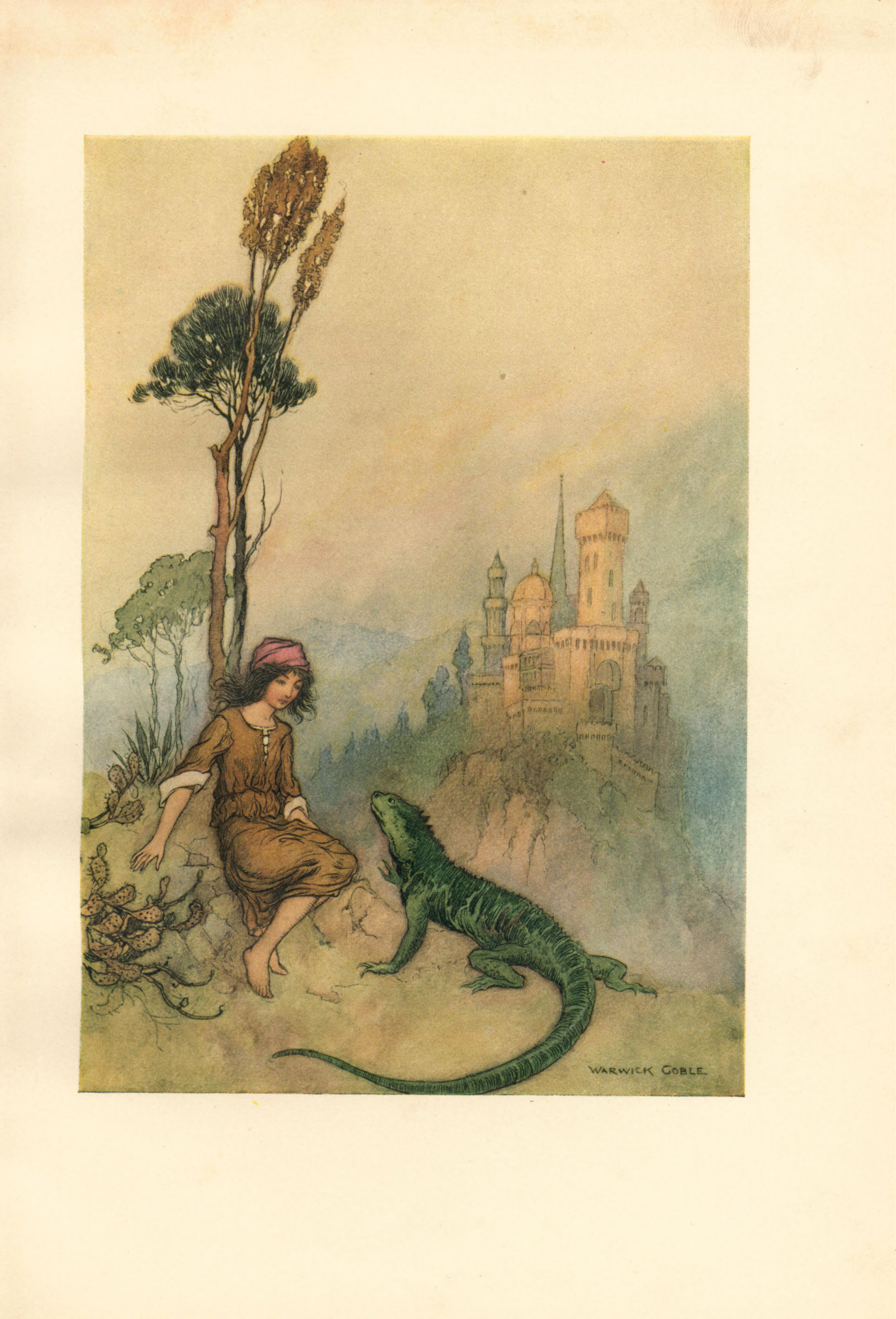
Сторінка з Історій з «Пентамерона» (1911)

У дуже бідного селянина було дванадцять дочок з різницею в один рік. Він не міг їх усіх прогодувати. Величезна ящірка запропонувала йому взяти його наймолодшу доньку, Ренцоллу, і виховувати її, а якщо він відмовиться, то тим гірше буде для нього. Дружина переконала його, що він не знає, що це означає погано, і він погодився. Ящірка дала йому велике багатство, що дозволило йому видати заміж інших дочок, а Ренцоллу виростила у палаці. Одного разу до палацу приїхав король, і коли він постукав у двері, ящірка перетворилася на прекрасну жінку і впустила його. Король закохався в Ренцоллу. Ящірка погодилася на їхній шлюб і дала Ренцоллі великий посаг, але Ренцолла пішла, не подякувавши їй.
Розлютившись, ящірка перетворила обличчя Ренцолли на козину морду. Король був нажаханий. Він змусив Ренцоллу працювати зі служницею — чесати льон. Служниця послухалася і сумлінно працювала, а Ренцолла викинула льон у вікно. Побачивши, що робить служниця, Ренцолла попросила допомоги у ящірки, яка віддала їй прядиво льону. Тоді король подарував їм обом собак. Служниця дбайливо доглянула свого песика, а Ренцолла викинула свого у вікно, і він загинув. Коли король послав дізнатися, як там собаки, Ренцолла поспішила до ящірки, але зустріла там старого чоловіка. У чарівному дзеркалі він показав їй, що вона витворяла, і почав вимагати, щоб вона попросила у феї вибачення. Ренцолла послухалася, і фея її пробачила. Король знову закохався, і вони одружилися.